# Prawo Duvergera
Prawo Duvergera − reguła sformułowana w latach 50. XX wieku przez Maurice'a Duvergera mówiąca, że wybory większością względną prowadzą do systemu dwupartyjnego z wymieniającymi się wielkimi i niezależnymi partiami.
W 1986 r. Duverger sprowadził wyniki swych badań do „roboczych hipotez”, podkreślił, że nie należy ich rozumieć jako praw deterministycznych, bowiem dany system wyborczy niekoniecznie musi zawsze prowadzić do określonego systemu partyjnego, na którego kształt wpływa więcej czynników.